# Tour W
Pour les articles homonymes, voir Winterthur.
La tour W, anciennement nommée tour Winterthur, est un gratte-ciel de bureaux situé dans le quartier d’affaires français de La Défense, dans la commune de Puteaux.
La Tour portait le nom de la société Suisse d'assurances Winterthur assurances, fondée en 1875, qui en était le commanditaire, la tour fut construite en 1974, et le propriétaire jusque dans la fin des années 1990.
Elle fut réhabilitée et désamiantée entre 1998 et 2000. 
Elle possède depuis décembre 2012 la certification HQE Exploitation.
Elle est occupée par Adecco Groupe France, Axway, Bandai France, Cargill, les ESN IORGA et TRIMANE, Hardis, Intersec, KFC France, le LFB, Lhoist, Santen, Sepamail, GSA+ et la Société générale.
La Tour appartient à la SCI AEW Europe.

## Galerie

Vue depuis la Rose de Cherbourg
Vue depuis la Tour Défense 2000